# Mia Leche Löfgren
Ebba Maria Lovisa "Mia" Leche Löfgren, född Leche den 10 oktober 1878 i Lund, död den 8 april 1966 i Stockholm, var en svensk författare och pacifist.

## Biografi
Leche Löfgren var dotter till professor Wilhelm Leche och Minchen Sager samt syster till Gunnar Leche. Hon var gift 1900–1908 med kamrer Fredrik von Friesen och från 1909 med Eliel Löfgren och blev änka 1940. Hon var mor till Bertil von Friesen.
Mia Leche Löfgren höll föredragsverksamhet i litteraturvetenskap, sociologi och internationella ämnen samt var verksam inom fredsrörelsen och flyktinghjälpen. Hon var författare till skrifter om Röda korset, Nationernas förbund, Ellen Key med mera. År 1950 erhöll hon Illis Quorum i åttonde storleken.
I Statens porträttsamling på Gripsholms slott återfinns en knäbild på henne utförd av Louis Sparre 1914.
Makarna Löfgren är gravsatta vid Norra krematoriet på Norra begravningsplatsen utanför Stockholm.